# 剧雪
剧雪（1968年11月22日—），北京人，中国女演员。毕业于上海戏剧学院表演系。1991年毕业后进入中国人民解放军空军政治部话剧团。

## 电影
- 1986年	《父与子》
- 1989年	《百变神偷》
- 1990年	《出嫁女》又名《五人少女天国行》
- 1991年	《一夕是百年》饰容秀枝
- 1991年	《烈火金钢》（上集：孤胆英雄）
- 1991年	《烈火金钢》（下集：神奇英雄）
- 1992年	《消失的女人》
- 1992年	《上一当》又名《滑稽人》
- 1992年	《女子戒毒所》
- 1993年	《烟雨情》
- 1993年	《与你同住》
- 1993年	《凤凰琴》
- 1994年	《永失我爱》导演：冯小刚
- 1994年	《情谍》
- 1995年	《童年的风筝》
- 1995年	《混在北京》
- 1996年	《红盖头》
- 1997年	《红发卡》
- 1997年	《男孩女孩》客串
- 1998年	《天字码头》
- 1999年	《澳门儿女》
- 2000年	《走出硝烟的女神》
- 2000年	《因为有爱》饰于舒
- 2001年	《平原枪声》
- 2002年	《警察有约》
- 2004年	《灿烂的季节》
- 2009年	《最后的讲座》饰郭力华
- 2010年	《永贻芬芳》饰吴淑云

## 电视剧
- 1985年	《WP行动》又名《特工WP行动》饰丹华
- 1995年	《中国空姐》
- 1997年	《风雪夜归人》饰袁玉春
- 1998年	《琉璃厂传奇》饰九儿
- 2000年	《缉私要案组》饰项清水
- 2002年	《曹操与蔡文姬》饰蔡文姬
- 2002年	《张学良将军》
- 2003年	《亲情树》饰孙雨欣
- 2004年	《朱元璋》饰马皇后
- 2006年	《家事无理》饰欧瑶
- 2007年	《中国女法官》
- 2008年	《茶馆》饰张秀英
- 2009年	《天涯咫尺》饰齐冠男
- 2009年	《和平使命》饰杨柳
- 2010年	《青春四十》饰 叶红

## 获奖情况
- 1994年	第九届大马士革国际电影节表演特别奖（《凤凰琴》）
- 1995年	第十五届中国电影金鸡奖最佳女配角奖（《永失我爱》）
- 2003年	第十届中国电影华表奖优秀女演员奖（《灿烂的季节》）
- 2004年	第二十四届中国电视剧飞天奖优秀女演员奖（《亲情树》）
- 2006年	第七届中国电影表演艺术学会金凤凰奖（《天字码头》）